# Собор Найсвятішого Серця Ісуса (Оран)
Собор Найсвятішого Серця Ісуса (араб. كاتدرائية وهران, фр. Cathédrale du Sacré-Cœur d’Oran) — недіючий католицький храм в алжирському місті Оран. Це одна з головних визначних пам'яток міста. Даний об'єкт має культурно-історичну цінність, носить статус колишнього кафедрального собору Оранськой єпархії.
Собор був побудований під час французького володіння і, крім іншого, є першою католицькою церквою, основним будівельним матеріалом для створення якого послужив залізобетон, на території Франції і її колишніх колоній. З 1984 року в ньому розташовується публічна бібліотека.
Своїй появі на світ Собор Найсвятішого Серця Ісуса зобов'язаний демографічній ситуації в місті на початку минулого століття. Тодішній католицький храм Орана до того моменту часу перестав задовольняти потреби католицького населення, чисельність якого становила близько 80 тис осіб, і єпископ Едуард Контел дав розпорядження на будівництво нового. Старий собор ім. Святого Людовіга розміщувався в західній частині старої частини міста, в той час як новий стоїть на площі Кахін. Архітектор Альберт Балю, який очолював будівельну компанію "Огюст Пере і Гюстав", склав план спорудження нового храму в неовізантійському стилі.
Створення Собору Найсвятішого Серця Ісуса відбувалося на кошти зібрані самим єпископом в таких країнах, як Нідерланди, Франція та Бельгія. Крім того, він також заповів, щоб після його смерті все його майно пішло на спорудження храму. Будівництво церкви почалося в квітні 1903 року і було закінчено вже після смерті Контела в 1913 році. Через 5 років було встановлено орган, а в 1930 році собор був освячений і отримав свою нинішню назву. У 1984 році ця католицька церква була переформована в обласну бібліотеку, а через 12 років стала зватися публічною бібліотекою.